# جاك بينتون
جاك بينتون (بالإنجليزية: Jack Benton)‏ هو لاعب كرة قدم بريطاني (وحمل سابقاً جنسية المملكة المتحدة لبريطانيا العظمى وأيرلندا) في مركز حراسة المرمى، ولد في 5 أكتوبر 1875 في المملكة المتحدة، وتوفي في 8 يوليو 1926 في المملكة المتحدة. لعب مع ستوك سيتي وغلينتوران.